# 三菱・4G3系・6G3系エンジン
三菱・4G3系・6G3系エンジン（みつびし・4G3けい・6G3けい-）は1969年から1999年まで三菱自動車工業によって製造（製造当初は三菱重工業）されていた1.2 L – 1.8 Lの直列4気筒ガソリンエンジン（4G3系）および2.0 Lの直列6気筒ガソリンエンジン（6G34のみ）。通称サターンエンジン（6G34のみサターン6エンジン）。バルブ駆動方式はギャランGTO・MR専用の4G32型DOHCエンジンを除き、すべてSOHCを採用していた。

## 概要
同社初のOHC（オーバー・ヘッド・カムシャフト）機構を用いた4ストロークのガソリンエンジンである。アルミ合金製のヘッドに5クランクベアリング方式の鋳鉄製シリンダーブロックが組み合わされた頑丈なエンジンで、当初はカムシャフトの駆動にタイミングチェーンが用いられていたが、後発のG32B（4G32【新】を含む）と4G36（海外専用）、G37B（のち4G37に改名）に限りタイミングベルトとサイレントシャフト、MCA-JETが用いられた。尤も、1.6LのSOHCヘッド版の4G32型エンジンは登場当時、同社の初代コルトギャランや初代ランサーなどの小型車に搭載され、いずれも国内外のラリーシーンで大いに活躍し優れた好成績を収めていた。

### 共通項目
- 構造：4ストローク、直列型

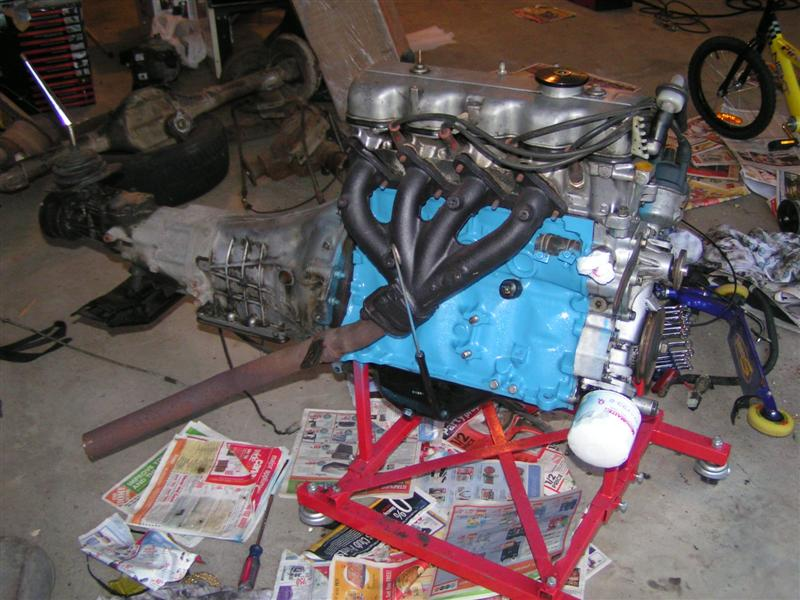
三菱・4G32エンジン

- バルブ数：1シリンダーあたり2バルブ（吸気：1、排気：1）
- 冷却：水冷

## 4G30
- 排気量：1.3 L (1,289 cc)
- 内径×工程：73.0 x 77.0 mm
- 圧縮比：9.0:1
- 燃料装置：ストロンバーグ式キャブレター×1
- 最大出力：87 PS / 6,300 rpm
- 最大トルク：11.0 kg·m / 4,000 rpm
  - 1969年登場
  - 初搭載車種：コルトギャラン（初代）

## 4G31（シングルキャブレター）
- 排気量：1.5 L (1,499 cc)
- 内径×工程：74.5 x 86.0 mm
- 圧縮比：9.0:1
- 燃料装置：ストロンバーグ式キャブレター×1
- 最大出力：95 PS / 6,300 rpm
- 最大トルク：13.2 kg·m / 4,000 rpm
  - 1969年登場
  - 初搭載車種：コルトギャラン（初代）

## 4G31（ツインキャブレター）
- 排気量：1.5 L (1,499 cc)
- 内径×工程：74.5 x 86.0 mm
- 圧縮比：10.0:1
- 燃料装置：SU式キャブレター×2
- 最大出力：105 PS / 6,700 rpm
- 最大トルク：13.4 kg·m / 4,800 rpm
  - 1970年登場
  - 初搭載車種：コルトギャランGS（初代）

## 4G32【旧・シングルキャブレター】
- 排気量：1.6 L (1,597 cc)
- 内径×工程：76.9 x 86 mm
- 圧縮比：8.5:1
- 燃料装置：SU式キャブレター×1

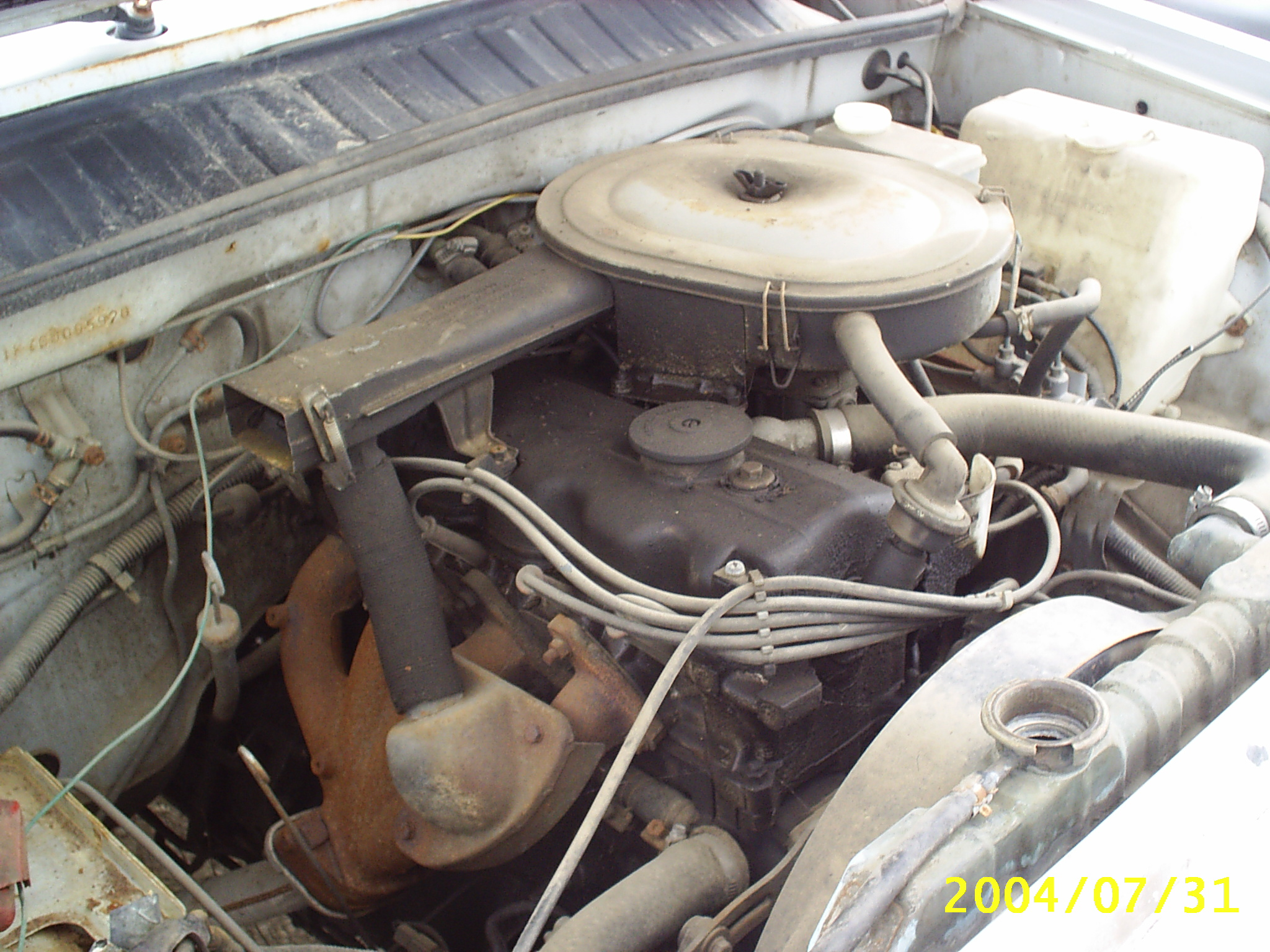
1986年式ヒュンダイ・ステラの4G32 SOHCシングルキャブレターエンジン

- 最大出力：100 PS / 6,300 rpm
- 最大トルク：14.0 kg·m / 4,000 rpm
  - 1970年登場
  - 初搭載車種：ギャランGTO・MI

## 4G32【旧・ツインキャブレター】
- 排気量：1.6 L (1,597 cc)
- 内径×工程：76.9 x 86 mm
- 圧縮比：9.5:1
- 燃料装置：SU式キャブレター×2

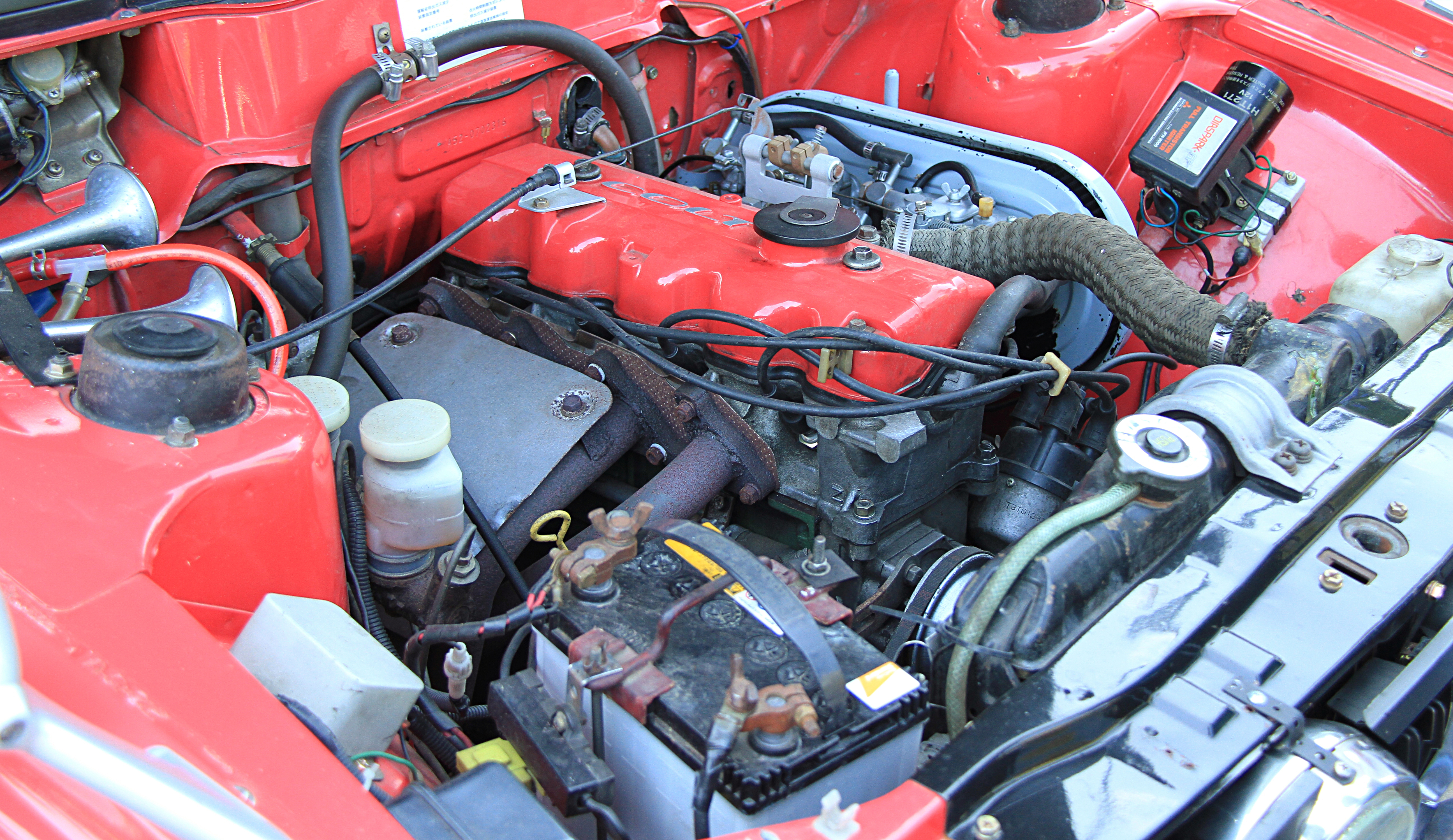
1970年式ギャランGTO(コルトギャラン) AII GSの4G32 SOHCツインキャブレターエンジン

- 最大出力：110 PS / 6,700 rpm
- 最大トルク：14.2 kg·m / 4,000 rpm
  - 1970年登場
  - 初搭載車種：ギャランGTO・MII

## 4G32【DOHC】
- 排気量：1.6 L (1,597 cc)
- 内径×工程：76.9 x 86 mm
- 圧縮比：9.5:1
- 燃料装置：ソレックス式キャブレター×2
- 最大出力：125 PS / 6,800 rpm
- 最大トルク：14.5 kg·m / 5,000 rpm
  - 1970年登場
  - 初搭載車種：ギャランGTO・MR
  - 備考：ギャランGTO・MR専用エンジン

## G32B（→4G32【新】）
- 排気量：1.6 L (1,597 cc)
- 内径×工程：76.9 x 86 mm
- 燃料装置：ストロンバーグ式キャブレター×1
- 圧縮比：8.5:1

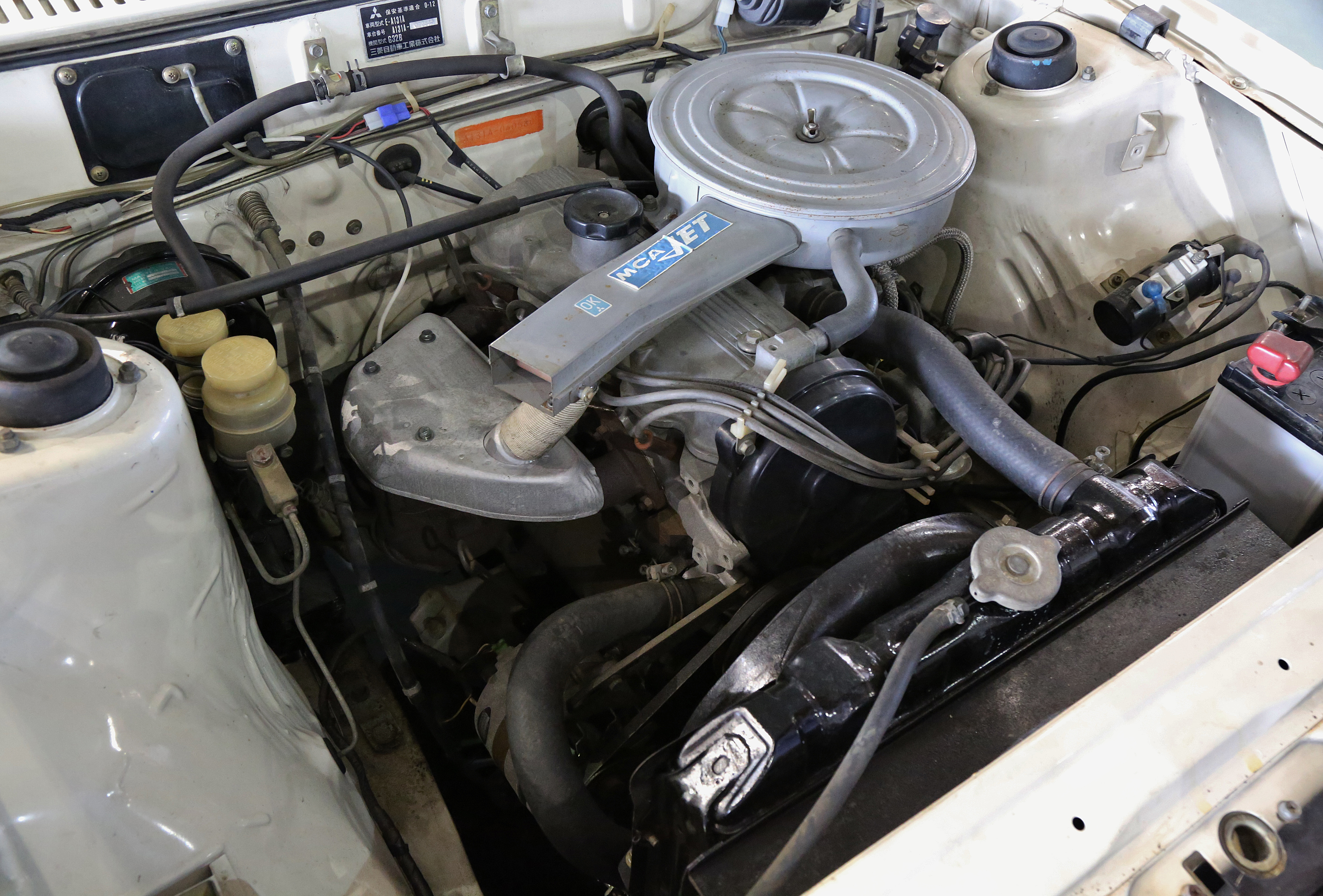
三菱・ギャランΣのG32B シングルキャブレター仕様エンジン

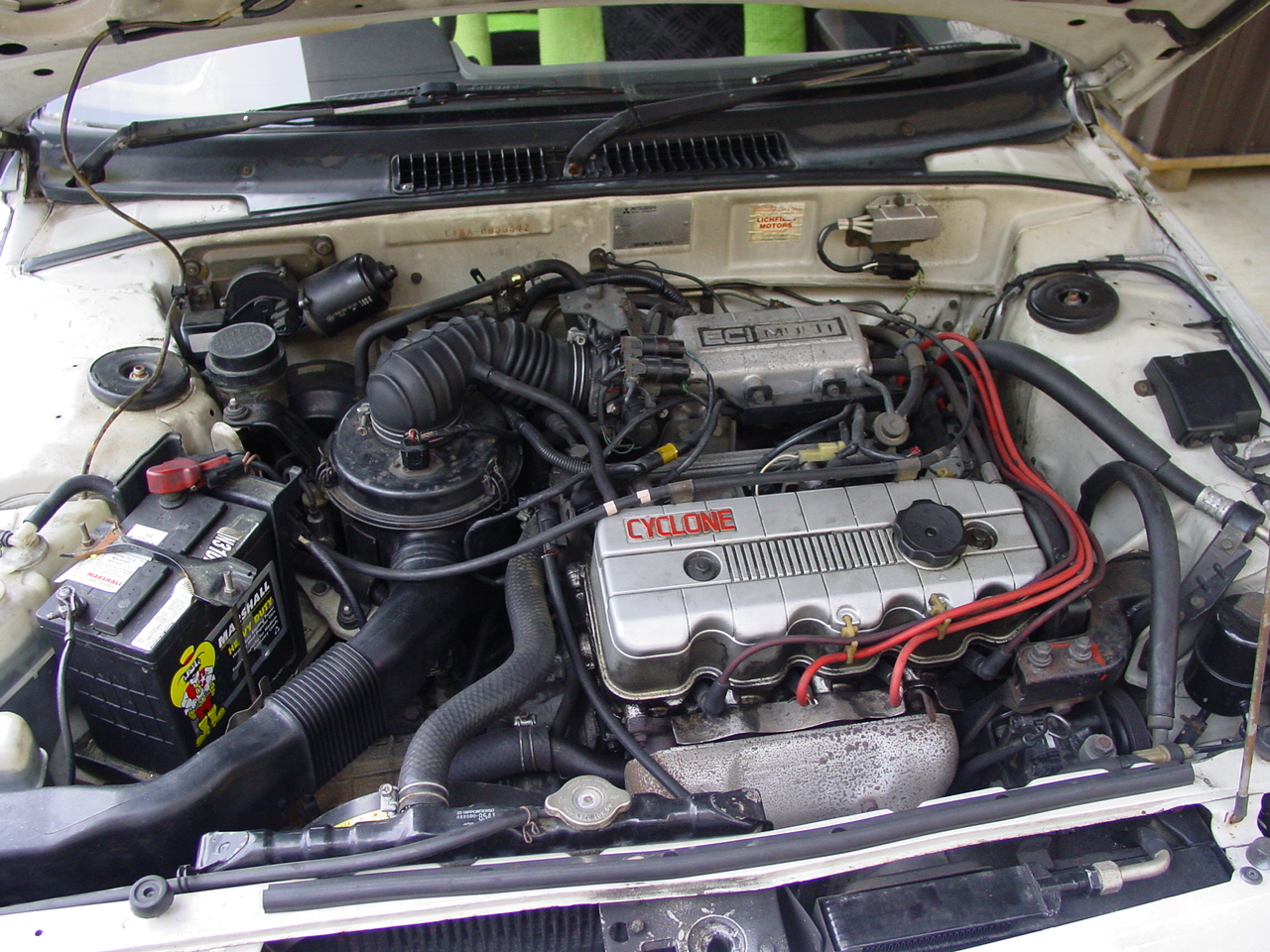
三菱・ミラージュの4G32 ECI仕様エンジン

- 最大出力：92 PS / 6,300 rpm
- 最大トルク：12.5 kg·m / 4,000 rpm
  - 1977年登場（1987年に4G32【新】に改名）
  - 初搭載車種：ギャランΣ（通算3代目）

## G32B【ターボ】
- 排気量：1.6 L (1,597 cc)
- 内径×工程：76.9 x 86 mm
- 燃料装置：ストロンバーグ式キャブレター×1[注釈 1]
- 過給器：三菱重工製TC04-9B
- 圧縮比：8.5:1
- 最大出力：115 PS / 5,500 rpm
- 最大トルク：17.0 kg·m / 3,000 rpm
  - 1982年登場
  - 初搭載車種：コルディア GSR / GSR-S / GT[1]

## 4G33
- 排気量：1.4 L (1,439 cc)
- 内径×工程：73.0 x 86.0 mm
- 燃料装置：ストロンバーグ式キャブレター×1
- 圧縮比：8.5:1
- 最大出力：92 PS / 6,300 rpm
- 最大トルク：12.5 kg·m / 4,000 rpm
  - 1971年登場
  - 初搭載車種：コルトギャラン（初代）

## 4G34
- 排気量：1.7 L (1,686 cc)
- 内径×工程：
- 圧縮比：
- 最大出力：
- 最大トルク：
  - 1971年登場
  - 初搭載車種：コルトギャラン（初代）[要出典]

## 4G35（シングルキャブレター）
- 排気量：1.7 L (1,686 cc)
- 内径×工程：79.0 x 86.0 mm
- 燃料装置：ストロンバーグ式キャブレター×1
- 圧縮比：8.5:1
- 最大出力：105 PS / 6,300 rpm
- 最大トルク：15.0 kg·m / 4,000 rpm
  - 1972年登場
  - 初搭載車種：ギャランGTO-XI

## 4G35（ツインキャブレター）
- 排気量：1.7 L (1,686 cc)
- 内径×工程：79.0 x 86.0 mm
- 燃料装置：ストロンバーグ式キャブレター×2
- 圧縮比：9.5:1
- 最大出力：115 PS / 6,300 rpm
- 最大トルク：15.2 kg·m / 4,000 rpm
  - 1972年登場
  - 初搭載車種：ギャランGTO-XII

## 4G36
- 排気量：1.2 L (1,238 cc)
- 内径×工程：73.0 x 74.0 mm
- 燃料装置：ストロンバーグ式キャブレター×1
- 圧縮比：9.0:1
- 最大出力：73 PS / 6,000 rpm
- 最大トルク：10.3 kg·m / 3,800 rpm
  - 1976年登場
  - 初搭載車種：三菱・ランサー（初代）1976.11-1977.6

## G37B （→4G37）
- 排気量：1.8 L (1,755 cc)
- 内径×工程：80.6 x 86.0 mm
- 燃料装置：電子制御式キャブレター
- 圧縮比：9.0:1
- 最大出力：85 PS / 5,500 rpm
- 最大トルク：14.1 kg·m / 3,500 rpm
  - 1983年登場（1987年に4G37に改名）
  - 初搭載車種：ギャランΣ（通算5代目）

## 6G34（サターン6）
- 排気量：2.0 L (1,944 cc)
- 内径×工程：73.0 x 79.4 mm
- 燃料装置：SU式キャブレター×2
- 圧縮比：9.0:1
- 最大出力：130 PS
- 最大トルク：
  - 1970年登場
  - 初搭載車種：デボネア（初代）1970-1976
  - 備考：直列6気筒エンジン